# 六郷政信
六郷 政信（ろくごう まさのぶ）は、江戸時代前期の大名。出羽国本荘藩の第3代藩主。官位は従五位下・佐渡守。

## 略歴
寛永12年（1635年）、第2代藩主・六郷政勝の長男として誕生した。母は京極高三の養女（京極高知の娘）。正室は牧野康成の娘、継室は土方雄次の娘。
慶安3年（1650年）11月23日、第3代将軍・徳川家光に拝謁した。
万治3年12月28日（1660年）、従五位下・佐渡守に叙任した。延宝4年（1676年）6月晦日、父の隠居により家督を継いだ。延宝5年（1677年）4月19日、お国入りの許可を得る。
貞享2年（1685年）7月21日に死去した。享年51。長男の政晴が跡を継いだ。

## 系譜
父母
- 六郷政勝（父）
- 京極高三の養女、京極高知の娘（母）

正室、継室
- 牧野康成の娘（正室） - 再婚、元は牧野忠成の正室
- 土方雄次の娘（継室）

子女
- 六郷政晴（長男） 生母は正室
- 三枝守相[1]正室
- 松平康郷[2]正室